# جانماریا زاناندره‌آ
جانماریا زاناندره‌آ (ایتالیایی: Gianmaria Zanandrea؛ زادهٔ ۲۶ مهٔ ۱۹۹۹) بازیکن فوتبال اهل ایتالیا است.
زاناندره‌آ در تیم‌های ملی فوتبال زیر ۱۵ سال ایتالیا، زیر ۱۶ سال ایتالیا، زیر ۱۷ سال ایتالیا، زیر ۱۸ سال ایتالیا و زیر ۱۹ سال ایتالیا بازی کرده‌است.